# Cahuzac-sur-Vère
Cahuzac-sur-Vère település Franciaországban, Tarn megyében. Lakosainak száma 1214 fő (2022. január 1.). Cahuzac-sur-Vère Alos, Andillac, Broze, Castelnau-de-Montmiral, Cestayrols, Donnazac, Fayssac, Frausseilles, Gaillac, Loubers, Montels, Senouillac, Le Verdier és Vieux községekkel határos.

## Népesség
A település népességének változása:
| Lakosok száma | 1093 | 1131 | 1166 | 1157 | 1154 | 1158 | 1164 | 1189 | 1214 |
|               | 2013 | 2015 | 2016 | 2017 | 2018 | 2019 | 2020 | 2021 | 2022 |